# Verdrag van Londen (1824)

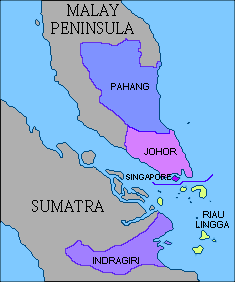
Verdeling land na het verdrag van 1824
----
Onder Britse invloed:
Johor
Pahang
Singapore
----
Onder Nederlandse invloed:
Indragiri
Riau-Lingga

Het Verdrag van Londen van 1824, ook Londens traktaat, Traktaat van Londen of eerste Sumatra-traktaat genoemd, regelde de invloedssferen van Nederland en het Verenigd Koninkrijk rond de Straat Malakka. Het werd op 17 maart 1824 te Londen gesloten en betrof Sumatra en het schiereiland Malakka. Voor Nederland tekenden Hendrik Fagel en Anton Reinhard Falck; voor het Verenigd Koninkrijk George Canning en Charles Watkin Williams-Wynn.

## Aanleiding
In 1795 werd Nederland door de Fransen bezet. De verbannen stadhouder Willem V van Oranje-Nassau gaf opdracht dat alle Nederlandse koloniale bezittingen overgedragen moesten worden aan de Britten; bondgenoten van de Republiek der Zeven Verenigde Nederlanden gedurende de oorlog met Frankrijk. Nadat de Fransen in 1815 verslagen waren moesten partijen tot een overeenkomst komen over de teruggave van de gebieden die tijdelijk waren afgestaan.
Op 20 juli 1820 begonnen Canning en Fagel met de onderhandelingen. De Nederlanders hadden hun zinnen gezet op Singapore, maar de Britten waren niet van plan deze handelshaven op te geven. De onderhandelingen werden korte tijd later al gestaakt en het duurde tot 1823 voordat de partijen weer om de tafel zaten. Voor de Britten was het commerciële belang van Singapore zeer duidelijk geworden en de Nederlanders zochten naar een alternatieve oplossing. De Nederlanders zagen af van hun posities ten noorden van de Straat van Malakka in ruil voor de Britse bezittingen op Sumatra.

### Sumatra
Gedeelten van Sumatra werden nog bestuurd door de British East India Company (de tegenhanger van de Nederlandse VOC), die echter in al haar gebieden met toenemende moeilijkheden te kampen had gekregen, en daardoor in toenemende mate onder Brits regeringsgezag was gekomen. Dit gezag strekte zich, wat Sumatra betreft, uit over de streek Benkoelen en het nabijgelegen eiland Billiton, terwijl er sinds de tijd van Raffles ook rechten op Atjeh golden. Daarentegen stonden enkele kustgebieden onder Nederlandse invloed. Een groot deel van de Sumatraanse binnenlanden was echter nog in het geheel niet door Europeanen verkend.

### Malakka
Tegelijkertijd maakten de Nederlanders aanspraak op delen van het schiereiland Malakka. Daarvan wilden de Britten geen afstand doen omdat Singapore, waar Raffles in 1819 een handelspost had gesticht, was uitgegroeid tot een belangrijke havenstad, strategisch gelegen en van wezenlijk belang voor de Britse handel.

## Verdrag
De aldus ontstane spanningen werden opgelost in het Verdrag van Londen: Nederland zag af van zijn aanspraken op Malakka, het Verenigd Koninkrijk van die op Sumatra (waarbij ook de al bezette delen aan Nederland werden gelaten) en op andere delen van de Indische Archipel. Op 17 maart 1824 tekende Fagel en Canning het verdrag. Op 30 april ratificeerden de Britten het verdrag en de Nederlanders volgden op 2 juni 1824.
Het verdrag riep wel spanningen op van een geheel andere soort. Nederland waarborgde de onafhankelijkheid van Atjeh, maar zou tegelijkertijd de vrijheid van scheepvaart rond het noorden van Sumatra, dus bij Atjeh, bewaken. Uiteindelijk was deze tegenstrijdige positie een van de aanleidingen tot de latere Atjehoorlogen.

## Trivia
Er bestaan vele overeenkomsten die worden aangeduid met de naam Verdrag van Londen. Drie daarvan  werden gesloten tussen Nederland en het Verenigd Koninkrijk betreffende de koloniën:
- Verdrag van Londen (1814)
- het hier besproken Verdrag van Londen (1824)
- Verdrag van Londen (1871).